# Lenins fredspris

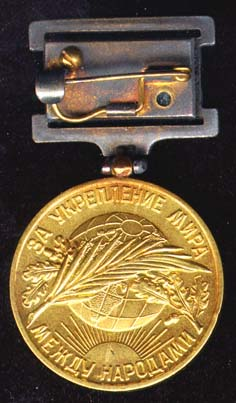
Baksidan av Lenins fredsmedalj.

Lenins fredspris (varken att förväxla med Leninpriset, eller Leninpriset) (ry. Международная Ленинская премия «За укрепление мира между народами»), före 1956 Internationella Stalinpriset för stärkandet av freden mellan folken, var ett sovjetiskt fredspris som skapades den 21 december 1949 för att hedra Josef Stalin på hans 70:e födelsedag. Fredspriset kunde ges till Sovjet- och icke-Sovjetmedborgare och till en eller flera individer vid samma årliga ceremoni.
Priset fick 1956 i samband med av-staliniseringen sitt nya namn efter Vladimir Lenin. I samband med Sovjetunionens fall upphörde priset att delas ut. Den sista pristagaren blev Nelson Mandela (1990).

## Lista över mottagare (inte fullständig)
- Halldór Laxness (1949)
- Jorge Amado (1949)
- Liu Baiyu (1950)
- Pablo Picasso (1950)
- Frédéric Joliot-Curie (1951)
- Anna Seghers (1951)
- Hewlett Johnson (1951)

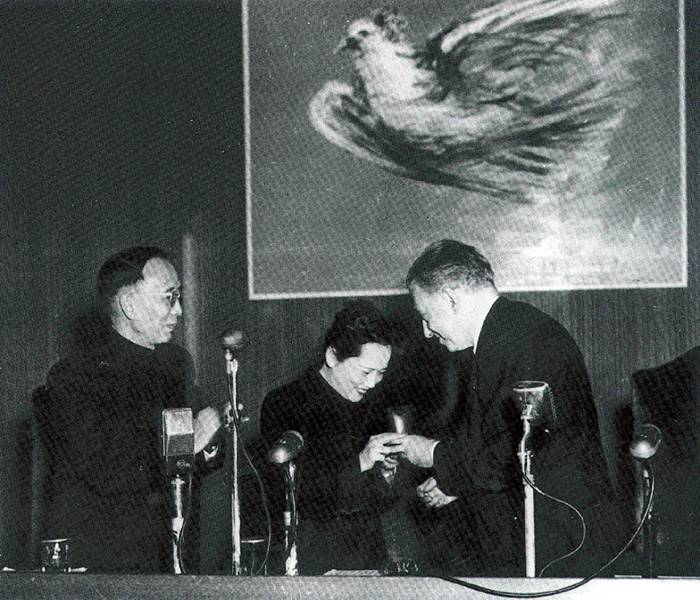
Ilja Ehrenburg delar ut priset till Soong Ching-ling och Guo Moruo i april 1951.

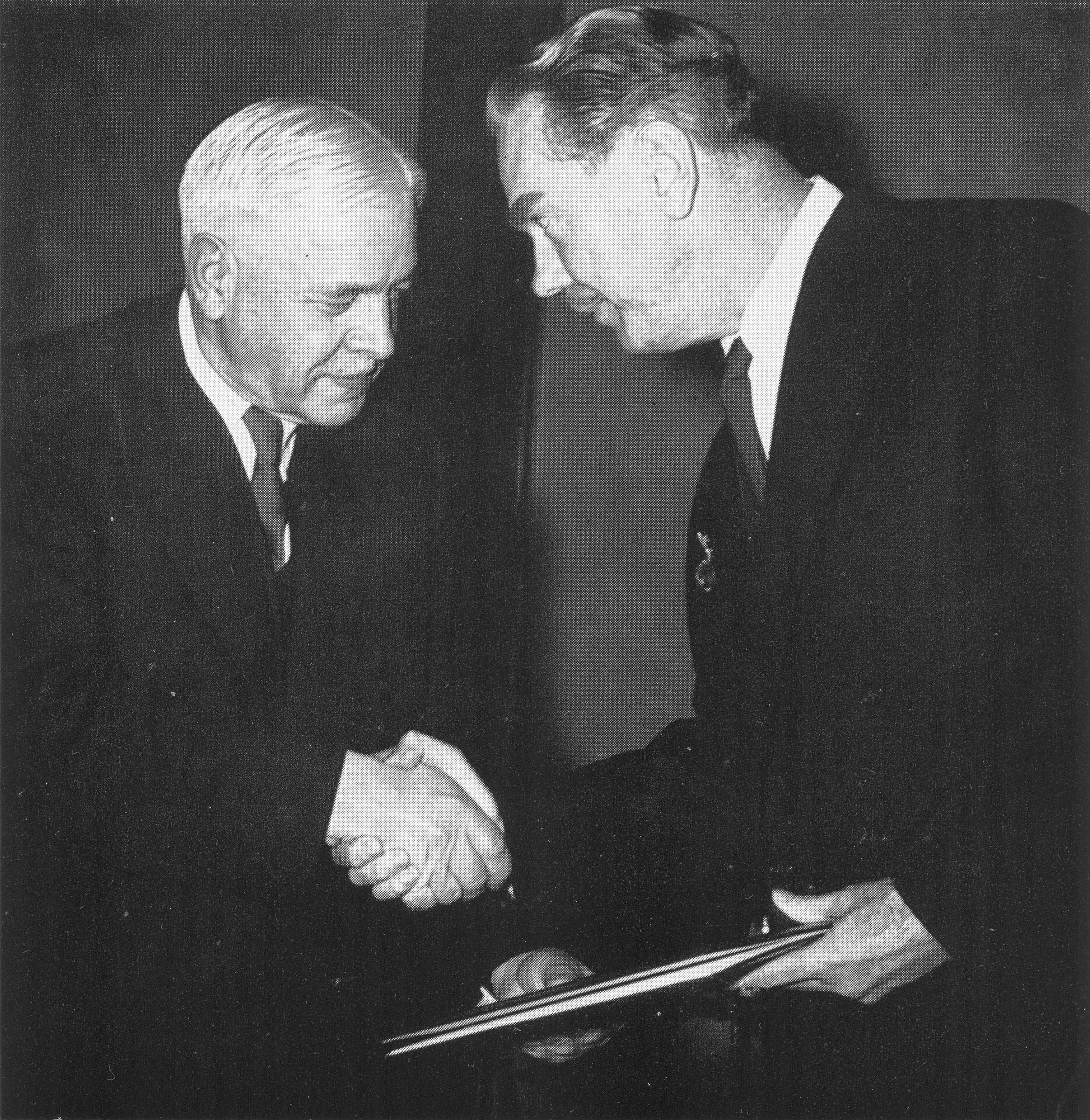
Den svenske författaren Artur Lundkvist (till höger) mottar Lenins fredspris 1958.

- Soong Ching-ling (Madame Sun Yat-sen) (1951)
- Guo Moruo (1951)
- Martin Andersen Nexø
- Rev. James Gareth Endicott (1953)
- Eliza Branco (1953)
- Johannes Becher (1953)
- Saifuddin Kichloo (1953)
- Ilya Ehrenburg (1953)
- Yves Farge (1953)
- Pablo Neruda (1953)
- Paul Robeson (1953)
- John Desmond Bernal (1953)
- Mihail Sadoveanu (1953)
- Leon Kruczkowski (1953)
- Nina Vasilevna Popova (1953)
- Andrea Andreen (1953)
- Isabelle Blume (1953)
- Andrea Gaggero (1953)
- Sir Sahib-singh Sokhey (1953)
- Howard Fast (1953)
- Leon Kruczkowski (1953)
- Saifuddin Kitchlew (1954)
- Bertolt Brecht (1954)
- Joseph Wirth (1954)
- Felix Iversen (1954)
- Louis Aragon (1957)
- Emmanuel d'Astier de La Vierge (1958)
- Danilo Dolci (1958)
- Artur Lundkvist (1958)
- W.E.B. DuBois (1959)
- Cyrus S. Eaton (1960)
- Fidel Castro (1961)
- Jorge Amado de Faria (1962)
- Faiz Ahmed Faiz (1962)
- Nelson Mandela (1962) 1
- Kwame Nkrumah (1962)
- Olga Poblete de Espinosa (1962)
- István Dobi (1962)
- Manolis Glezos (1963)
- Oscar Niemeyer (1963)
- Dolores Ibárruri (1964)
- Jamtsarangiin Sambuu (1965)
- Mirjam Vire-Tuominen (1965)
- Miguel Ángel Asturias (1966)
- Linus Pauling (1967)
- Jean Effel (1968)
- Rockwell Kent
- Carlton Goodlett (1970)
- Bertil Svahnström (1970)
- Eric Henry Stoneley Burhop (1972)
- Kamal Jumblatt (1972)
- James Aldridge (1973)
- Sam Nujoma (1973)
- Jannis Ritsos (1975)
- Seán MacBride (1976)
- Yannis Ritsos (1977)
- Angela Davis (1979)
- Urho Kekkonen (1980)
- Mahmoud Darwish (1983)
- Mikis Theodorakis (1983)
- Harilaos Florakis (1984)
- Dorothy Hodgkin (1987)
- Lady Valerie Goulding
- Martti Ahtisaari
- Abdul Sattar Edhi
- Nelson Mandela (1990)